# Liverpool-galamb
A Liverpool-galamb (Caloenas maculata) a madarak osztályának  galambalakúak (Columbiformes) rendjébe és a galambfélék (Columbidae) családjába tartozó Caloenas nem egyik kihalt faja.

## Rendszerezése
A fajt Johann Friedrich Gmelin német természettudós írta le 1789-ben, a Columba nembe Columba maculata néven.

## Előfordulása
Egyetlen ismert múzeumi példánya van amelyet Gmelin gyűjtött 1789-ben. Ez a példány ma egy Liverpooli múzeumban van kiállítva. Egy másik elveszett példányt 1783 és 1823 között gyűjtötték be. A faj eredeti élőhelye és kihalásának oka nem ismert. Mára elfogadott tény hogy valahonnan a Francia Polinézia területéről származhatott. David Gibbs feltételezése szerint a Tahitin élők még 1928-ban is beszámoltak róla és ők titi-nek nevezték.
Természetes élőhelyei a szubtrópusi és trópusi síkvidéki esőerdőkben volt.

## Természetvédelmi helyzete
A Természetvédelmi Világszövetség Vörös listáján kihalt fajként szerepel. Mindezek alapján az évszázadokig szóló vita lezárásaként a BirdLife International 2008-ban felvette a kihalt madarak közé.